# داء السرسميات
داء السَّرسَمِيَّات (بالإنجليزية: Porocephaliasis)‏ هي حالة مَرضية ترتبط بشكل وَثيق مع عدد من الأجناس المُتقاربة السَرسمية (مساميات الرأس) وَالمَعضَدية، وبشكلٍ عام، يُعتبر داء السرسميات شكل من أشكال "داء الخمساوات"، والذي يَضم جميع الأمراض التي تُسببها خماسيات الثقوب بما في ذلك داء الملسنات.
يَرتبط داء السَرسميات مع حدوث اتصال أو تلامس مع الأفاعي، وهذا على العكس من داء المُلسنات والذي يرتبط مع الكِلاب أو الذِئاب.
سُجل حدوث داء السرسميات في أفريقيا وَماليزيا وَفي الشرق الأوسط، وفي نفس الوَقت من النادر حُدوثه في أوروبا وأمريكا الشمالية، وإذا سجلَ هنُاك، يُسجل غالباً عندَ المُهاجرين والمُسافرين.

## الانتقال والظهور
يَنتشر داء السرسميات في الأجزاء التي يُعتبر تناول الثعابين فيها شائع في كُل مِن أفريقيا وَآسيا، كما ينتشر في أفريقيا لدى المجموعات التي تتخذ من الأفاعي طوطم لها (أي رمز مُقدس).
على النَقيض مِن داء الملسنات، فَإنَّ الإنسان هوَ مُضيف متوسط عرضي فقط للمعضدية، حيثُ تقوم اليرقات ببناء نفسها داخل الأعضاء الحشوية مما يؤدي إلى حدوث داء الخمساوات الحَشوي البَشري، وبعد مرور الوَقت تموت اليرقة داخل المُضيف وتتكلس في بعض الأحيان، مما يؤدي إلى ظهور شَكل هلالي مُميز يُمكن مشاهدته من خلال الأشعة السينية.
في الحالات الشديدة من المُمكن أن يؤدي داء السرسميات إلى حدوث مضاعفات طبية خَطيرة، قد تكون قاتلة في بعض الأوقات.

## التشخيص
يتم تَشخيص المَرض من خلال فحوصات علم أمراض الأنسجة.

## العلاج والوقاية
ليسَ من الضروري علاج للأشخاص الذين لا يُظهرون أعراض المرض، وأيضاً لا يُوجد علاج طبي أو علاج كيميائي مضاد للطفيليات مُتاح لعلاج داء الخمساوات، وقد يُلجأ إلى الجراحة في حالة الإصابة بعدد من الطُفيليات.
يُمكن الوِقاية من العدوى بهذا المرض عن طريق غسل الأيدي جيداً بعدَ لَمس إفرازات الأفاعي، وأيضاً طَهي لحوم الأفاعي جيداً قبل تناولها.